# Hannibal ébredése
Hannibal ébredése (Hannibal Rising) Thomas Harris amerikai író 2006-ban megjelent regénye, az úgynevezett Hannibal-tetralógia első darabja, amelyet Harris negyedikként írt.

## Cselekmény
Lecter nyolcéves, amikor litván kollaboránsok és a Wehrmacht katonái megtámadják és elfoglalják a Lecter-várat. A család még idejében egy közeli kis vadászkunyhóba menekül. A második világháború során dezertőrök támadnak rá a kunyhóban élő családra, Lecter szülei és rokonai pedig egy légitámadás áldozatává válnak. A dezertőrök Lectert, a húgát és egy környékbeli fiút bezárják az egyik pajtába. Amikor a hideg tél során elfogy minden élelem, a katonák legyilkolják a gyerekeket és csak Hannibált hagyják életben. Húgát a szeme láttára ölik és eszik meg. Erre a traumára vezethető vissza Lecter későbbi vonzódása a kannibalizmushoz.
A zűrös háborús időket és egy árvaházi tartózkodást követően Lecter Robert nevű nagybátyjához kerül Párizsba. Tizenhárom éves, amikor elköveti első gyilkosságát: megöl egy hentest, aki megsértette a nagynénjét. Az ezt követő hazugságvizsgálóval végzett rendőrségi kihallgatás során nem mutat semmiféle érzelmi reakciót.
A következő időszakban sorra kutatja fel húga gyilkosait, hogy bosszút álljon mindegyikükön.

## Magyarul
- Hannibal ébredése; ford. Bihari György; Magvető, Bp., 2007

## Megfilmesítés
2007-ben került a mozikba Peter Webber Hannibal ébredése című alkotása, amelyben Anthony Hopkins már nem vállalt szerepet. A főszerepet a francia Gaspard Ulliel játszotta.

## Szereplők
- VIII. Hannibal Lecter (nagybátyja halála után gróf)
- Robert Lecter, Hannibál nagybátyja
- Lady Muraszaki (Robert Lecter felesége)
- Mischa Lecter
- Vladis Grutas, Enrikas Dortlich, Zigmas Milko, Petras Kolnas, Bronys Grentz, Kazys Porvik (háborús bűnösök, akik megették Hannibál húgát, Mischát.)
- Popil felügyelő